# San Carlos Sud
San Carlos Sud es una comuna ubicada en el departamento Las Colonias, provincia de Santa Fe, Argentina, a 48 km de la capital provincial. Es la Capital Nacional de la Cerveza, gracias a que en 1884 se fundó allí la Cervecería San Carlos.
San Carlos Sud es como se la denomina oficialmente, aunque también se le dice "San Carlos Sur" popularmente, ya que "Sud" proviene del alemán (idioma de su fundador, siendo también esta la forma de la palabra en el castellano de tiempos pasados, tal como figura en el Himno Nacional Argentino), y por eso la forma más común de llamarla es Sur.

## Población
Cuenta con 2,607 habitantes (Indec, 2022), lo que representa un incremento frente a los 2,102 habitantes (Indec, 2010) del censo anterior.
Forma un aglomerado urbano junto a la localidad de San Carlos Centro, el cual se denomina San Carlos Centro - San Carlos Sud, que cuenta con un total de 13,157 habitantes (Indec, 2010).
| Gráfica de evolución demográfica de San Carlos Sud entre 1991 y 2010 |
|                                                                      |
| Fuente: Censos nacionales del INDEC                                  |

## Historia
La Colonia San Carlos fue fundada por Carlos Beck Bernard, el 27 de septiembre de 1858, mediante la Sociedad Beck y Herzog, concretamente donde hoy está emplazada San Carlos Sud.
Las primeras familias comenzaron a llegar el 11 de mayo de 1859 procedentes de Suiza, Italia, Alemania y Francia.
Creación de Comunas
En el año 1868, se produce la primera división oficial de la Colonia San Carlos en dos secciones, ya que la extensión de la colonia había crecido, y se consideraba que esto era un inconveniente para prestar un buen servicio. En la misma carta se propone el nombre de cada sección: Norte y Sud; y los tenientes a cargo de cada una de ellas. El gobierno provincial accede al pedido, fechado el 13 de julio de 1868 por un decreto firmado por el gobernador de la provincia.
En 1885, durante el gobierno del Dr. Zavalla, una ley autorizó al poder ejecutivo a nombrar Comisiones de Fomento donde no existieran municipalidades, compuestas por tres vecinos. Los pobladores de San Carlos Norte, en ese mismo año, piden al Poder Ejecutivo independizarse de las regiones vecinas, para así poder crear su propia Comisión; esto fue aprobado por un decreto. 

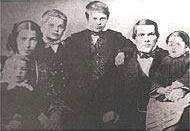
FAMILIA DE JAKOB REUTEMANN

En 1894, el gobierno de Don Luciano Leiva, dividió la Colonia en tres fracciones: San Carlos Sud, Centro y Norte. La Comuna estaba integrada por un representante de cada fracción designadas por el Gobierno provincial.
En 1898, luego de tres años de haber solicitado firmar su propia Comisión de Fomento, San Carlos Sud consigue independizarse definitivamente.

## Localidades y parajes
- San Carlos Sud

Parajes:
- Las Higueritas

## Límites de jurisdicción

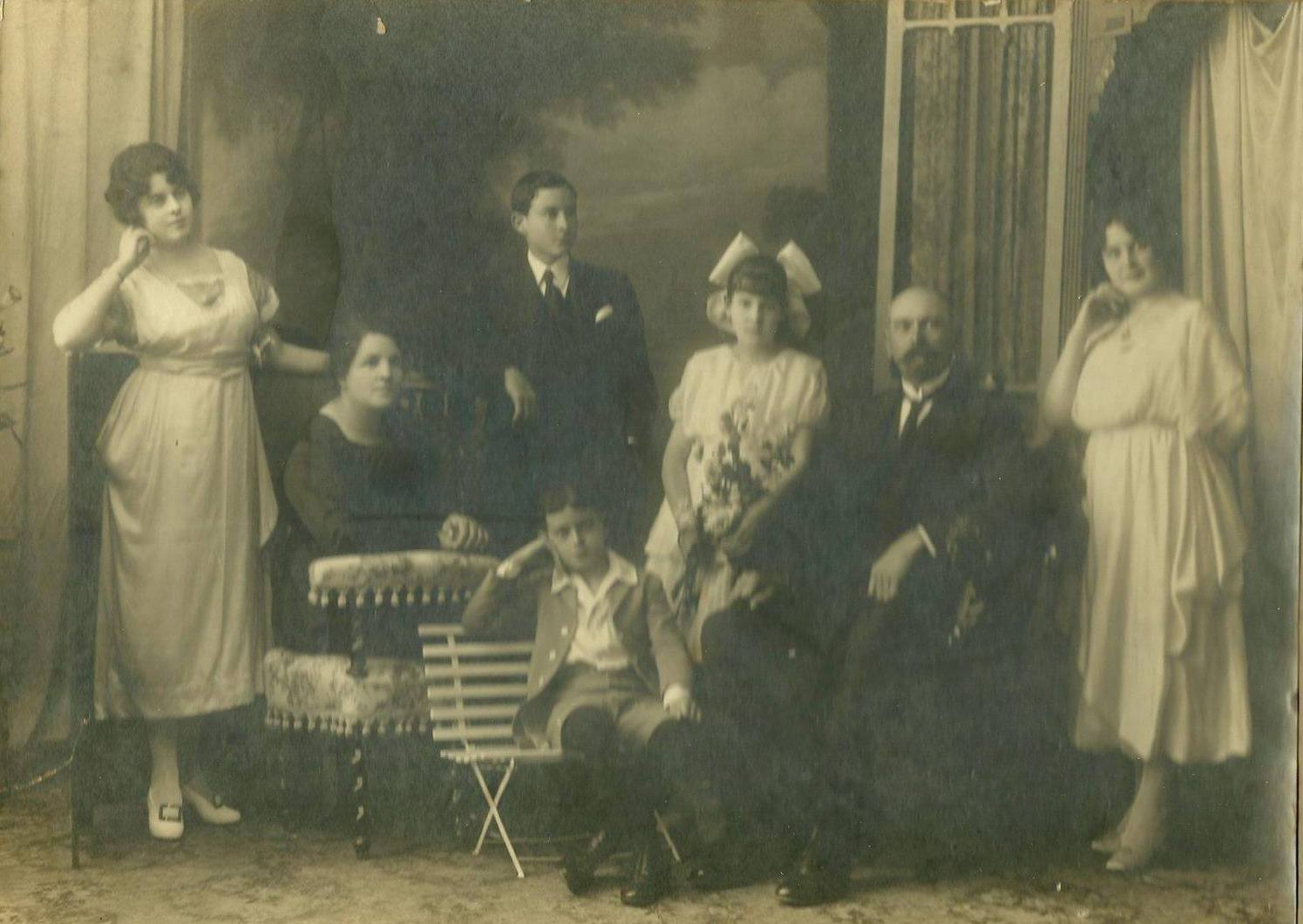
FAMILIA DE GEORGE GSCHWIND

Tabla de límites

|                    | Norte: San Carlos Centro |               |
| Oeste: Santa Clara |                          | Este: Matilde |
|                    | Sur: Gessler             |               |

## Festividades

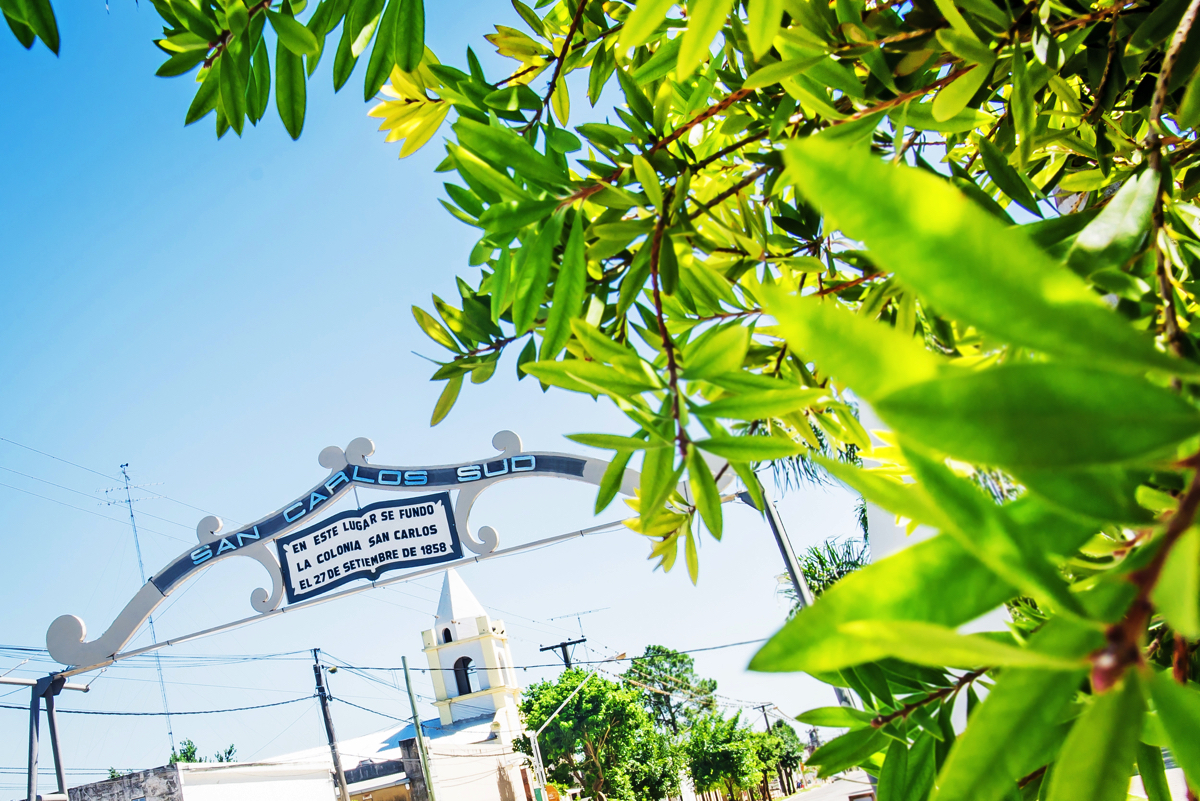
ARCO FUNDACIONAL

- 11 de febrero: festividad de Nuestra Señora de Lourdes, patrona del pueblo.
- Certamen Argentino de Motociclismo: una fecha por año.
- 9 de julio: tradicionales festejos patrios por el día de la independencia.
- 27 de septiembre. aniversario de la fundación de la Colonia San Carlos.
- Último domingo del mes de Setiembre: Beck festival, evento cultural, gastronómico y musical.

## Instituciones
- Escuela N.º 359 Manuel Belgrano[1]

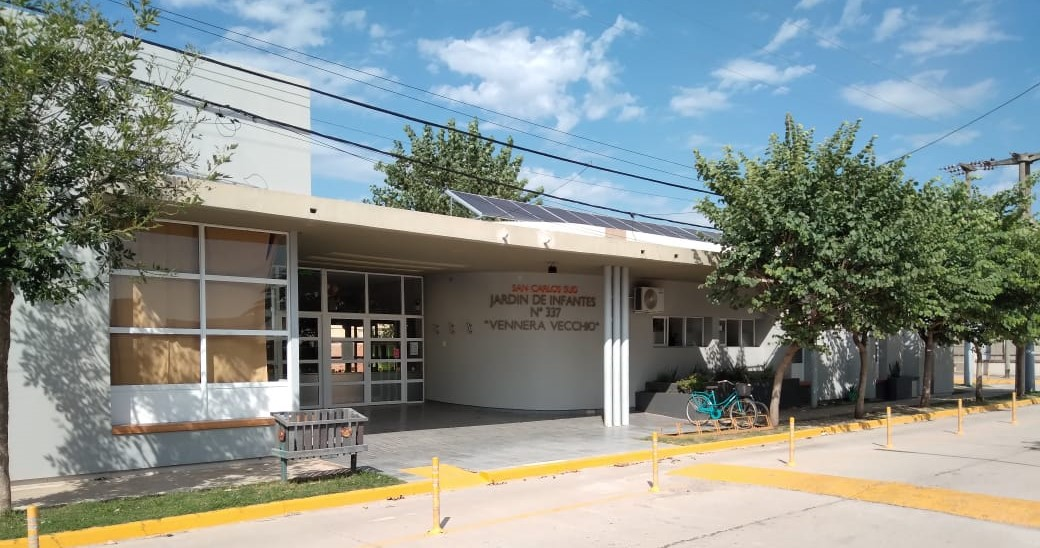
Jardín de infantes N.º 337

- Jardín de infantes N.º 337 Vennera Vecchio
- Biblioteca Popular Gottfried Keller
- Sociedad de Canto Harmonie
- Centro de Jubilados y Pensionados
- Asociación Suiza San Carlos
- Club de Leones

## Entidades deportivas
- Club Deportivo Unión Progresista
- Club Ciclista San Carlos
- Club Deportivo y Social Cervecería San Carlos
- Tiro Federal Argentino-Suizo San Carlos.

## Radio
- Radio A (100.7 MHz).[2]
- Radio Aires del Sur 101.5 MHz.  [3]

### Sitio Oficial de la Comuna
- Sitio web oficial de la comuna de San Carlos Sud

### Otros Enlaces
- Artículo sobre la festividad de la "Capital Nacional de la Cerveza"
- Coordenadas geográficas e imágenes satelitales, en el sitio web Falling Rain
- Biblioteca de obras digitalizadas sobre la historia de San Carlos

- Datos: Q9073363
- Multimedia: San Carlos Sud (Santa Fe) / Q9073363